# 8 Mile (саундтрек)
Music from and Inspired by the Motion Picture 8 Mile — официальный саундтрек к фильму 2002 года 8 Mile (в российском прокате «8 миля»), в главной роли Эминем, он читает на пяти треках в этом альбоме. Саундтрек был издан посредством лейбла Shady/Interscope.

## Общая информация
Альбом дебютировал на первой строчке U.S. Billboard 200 c 702,000 проданных копий, к концу 2002 это был пятый по счёту самый продаваемый альбом в том году с 3.2 миллионами проданных, и это только через 2 месяца после релиза альбома. По всему миру было продано 11 миллионов копий. Саундтрек включает знаменитый хит «Lose Yourself», за который Эминем получил Оскара. Чуть позже был выпущен сборник More Music from 8 Mile, включающий синглы, которые были выпущены в момент действия фильма, в 1995 году. Была выпущена чистая версия «8 Mile OST», в которой вырезаны все нецензурные фразы и упоминания о насилии и наркотиках. Альбом был подвержен цензуре сильнее, чем другие альбомы Маршалла. Песня «That’s My Nigga fo' Real» значится как «That’s My ***** fo' Real» на чистой версии. Некоторые песни вроде «Adrenaline Rush», где слово «fuck» говорится 43 раза, очень сложно понять из-за сильной цензуры. Однако, песня 50 Cent «Wanksta» меньше подверглась цензуре, чем её версия в дебютном альбоме 50 Cent «Get Rich or Die Tryin'». В «Rap Game», слова «White House» и «Cheney» вырезаны из куплета Эминема, когда он говорит «I pipe down, when the White House just wiped out / When I see that little Cheney dyke get sniped out».

## Список композиций

| №  | Название                   | Продюсер(ы)                            | Исполнитель(и)               | Время |
| -- | -------------------------- | -------------------------------------- | ---------------------------- | ----- |
| 1  | «Lose Yourself»            | Eminem, Luis Resto и Jeff Bass         | Eminem                       | 5:20  |
| 2  | «Love Me»                  | Eminem                                 | Eminem, Obie Trice и 50 Cent | 4:30  |
| 3  | «8 Mile»                   | Eminem                                 | Eminem                       | 6:00  |
| 4  | «Adrenaline Rush»          | Spyda                                  | Obie Trice                   | 3:48  |
| 5  | «Places to Go»             | Eminem                                 | 50 Cent                      | 4:15  |
| 6  | «Rap Game»                 | Mr. Porter, Eminem                     | D12 feat. 50 Cent            | 5:53  |
| 7  | «8 Miles and Runnin'»      | Eminem                                 | Jay-Z feat. Freeway          | 4:08  |
| 8  | «Spit Shine»               | Denaun Porter                          | Xzibit                       | 3:39  |
| 9  | «Time of My Life»          | Dante Ross, John Gamble, Mike Elizondo | Мейси Грей                   | 4:21  |
| 10 | «U Wanna Be Me»            | Chucky Thompson, Nas                   | Nas                          | 3:50  |
| 11 | «Wanksta»                  | John «J-Praize» Freeman, Sha Money XL  | 50 Cent                      | 3:38  |
| 12 | «Wasting My Time»          | Kellin Manning, Martin Pradler         | Boomkat                      | 3:37  |
| 13 | «R.A.K.I.M.»               | Denaun Porter                          | Rakim                        | 4:23  |
| 14 | «That’s My ***** Fo' Real» | Dante Ross, John Gamble                | Young Zee                    | 4:45  |
| 15 | «Battle»                   | DJ Premier, Guru                       | Gang Starr                   | 2:56  |
| 16 | «Rabbit Run»               | Eminem, Luis Resto                     | Eminem                       | 3:10  |

Бонус-диск ограниченного издания:
| # | Название                       | Продюсер(ы) | Исполнитель(и) |
| - | ------------------------------ | ----------- | -------------- |
| 1 | «Rap Name»                     | Eminem      | Obie Trice     |
| 2 | «Stimulate»                    | Eminem      | Eminem         |
| 3 | «'Till I Collapse» (Freestyle) | Eminem      | 50 Cent        |
| 4 | «Gangsta»                      |             | Joe Beast      |
| 5 | «The Weekend»                  |             | Brooklyn       |
| 6 | «California»                   |             | Shaunta        |

More Music from 8 Mile:
| #  | Название                                            | Продюсер(ы)                       | Исполнитель(и)            |
| -- | --------------------------------------------------- | --------------------------------- | ------------------------- |
| 1  | «Shook Ones Pt. II»                                 | Mobb Deep                         | Mobb Deep                 |
| 2  | «Juicy»                                             | Poke, Sean "Puffy" Combs          | The Notorious B.I.G.      |
| 3  | «Gotta Get Mine»                                    | Colin Wolfe, Eric Breed, Warren G | MC Breed, 2Pac            |
| 4  | «Feel Me Flow»                                      | Naughty by Nature                 | Naughty by Nature         |
| 5  | «Player's Ball»                                     | Organized Noize                   | Outkast                   |
| 6  | «Get Money»                                         | Ez Elpee                          | Junior M.A.F.I.A.         |
| 7  | «I'll Be There for You/You're All I Need to Get By» | RZA                               | Method Man, Mary J. Blige |
| 8  | «Shimmy Shimmy Ya»                                  | RZA                               | Ol' Dirty Bastard         |
| 9  | «Bring da Pain»                                     | RZA                               | Method Man                |
| 10 | «C.R.E.A.M.»                                        | RZA                               | Wu-Tang Clan              |
| 11 | «Runnin'»                                           | Jay Dee                           | The Pharcyde              |
| 12 | «Survival of the Fittest»                           | Mobb Deep                         | Mobb Deep                 |
| 13 | «Temptations»                                       | Easy Mo Bee                       | 2Pac                      |

## Песни, отсутствующие в «More Music from 8 Mile»
Это список песен, звучащих в фильме, но отсутствующих в «More Music from 8 Mile»:
- Onyx: «Last Dayz»
- The Notorious B.I.G.: «Unbelievable»
- O.C.: «Time’s Up»
- Lynyrd Skynyrd: «Sweet Home Alabama»
- Cypress Hill: «Insane in the Brain»
- Montell Jordan: «This Is How We Do It»
- South Central Cartel: «Gang Stories»
- The Notorious B.I.G.: «Who Shot Ya?»
- Showbiz & AG: «Next Level (Nyte Time Mix)»
- Junior M.A.F.I.A.: «Player’s Anthem»

## Позиции в чартах

### Альбом
| Год  | Альбом                                               | Чарт                         | Позиция |
| ---- | ---------------------------------------------------- | ---------------------------- | ------- |
| 2002 | Music from and Inspired by the Motion Picture 8 Mile | Billboard 200                | 1       |
| 2003 | Music from and Inspired by the Motion Picture 8 Mile | Billboard 200                | 1       |
| 2003 | Music from and Inspired by the Motion Picture 8 Mile | Australian ARIA Albums Chart | 1       |

### Синглы
| Год  | Сингл           | Чарт                             | Позиция |
| ---- | --------------- | -------------------------------- | ------- |
| 2002 | «Lose Yourself» | The Billboard Hot 100            | 1       |
| 2002 | «Lose Yourself» | Modern Rock Tracks               | 14      |
| 2002 | «Lose Yourself» | Hot Rap Tracks                   | 2       |
| 2002 | «Lose Yourself» | Hot R&B/Hip-Hop Singles          | 4       |
| 2003 | «Wanksta»       | The Billboard Hot 100            | 13      |
| 2003 | «Wanksta»       | Hot Rap Tracks                   | 3       |
| 2003 | «Wanksta»       | Hot R&B/Hip-Hop Singles & Tracks | 4       |
| 2003 | «8 Mile»        | Hot R&B/Hip-Hop Singles          | 54      |